# Arabisches Meer

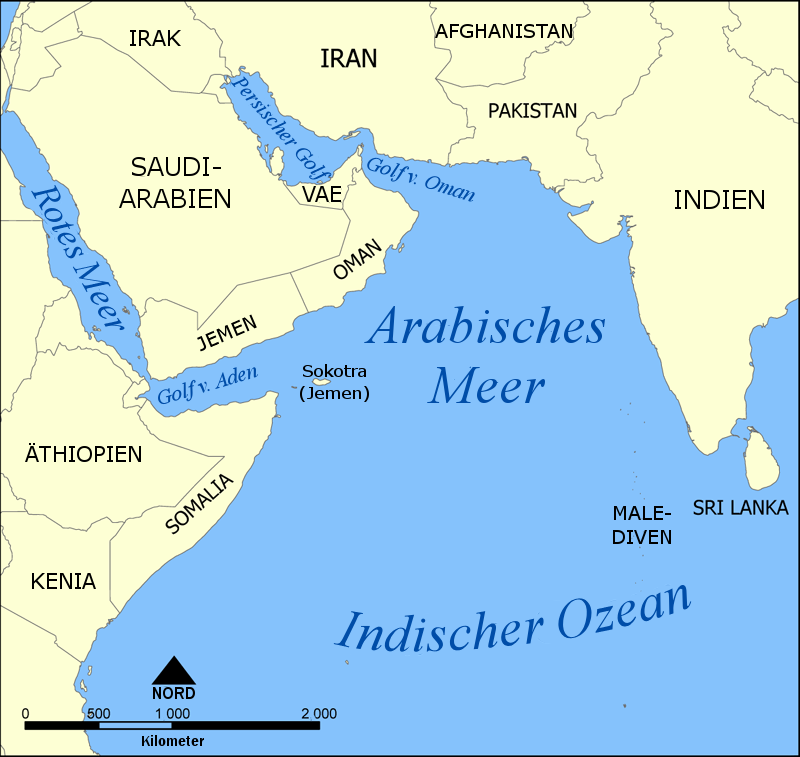
Arabisches Meer

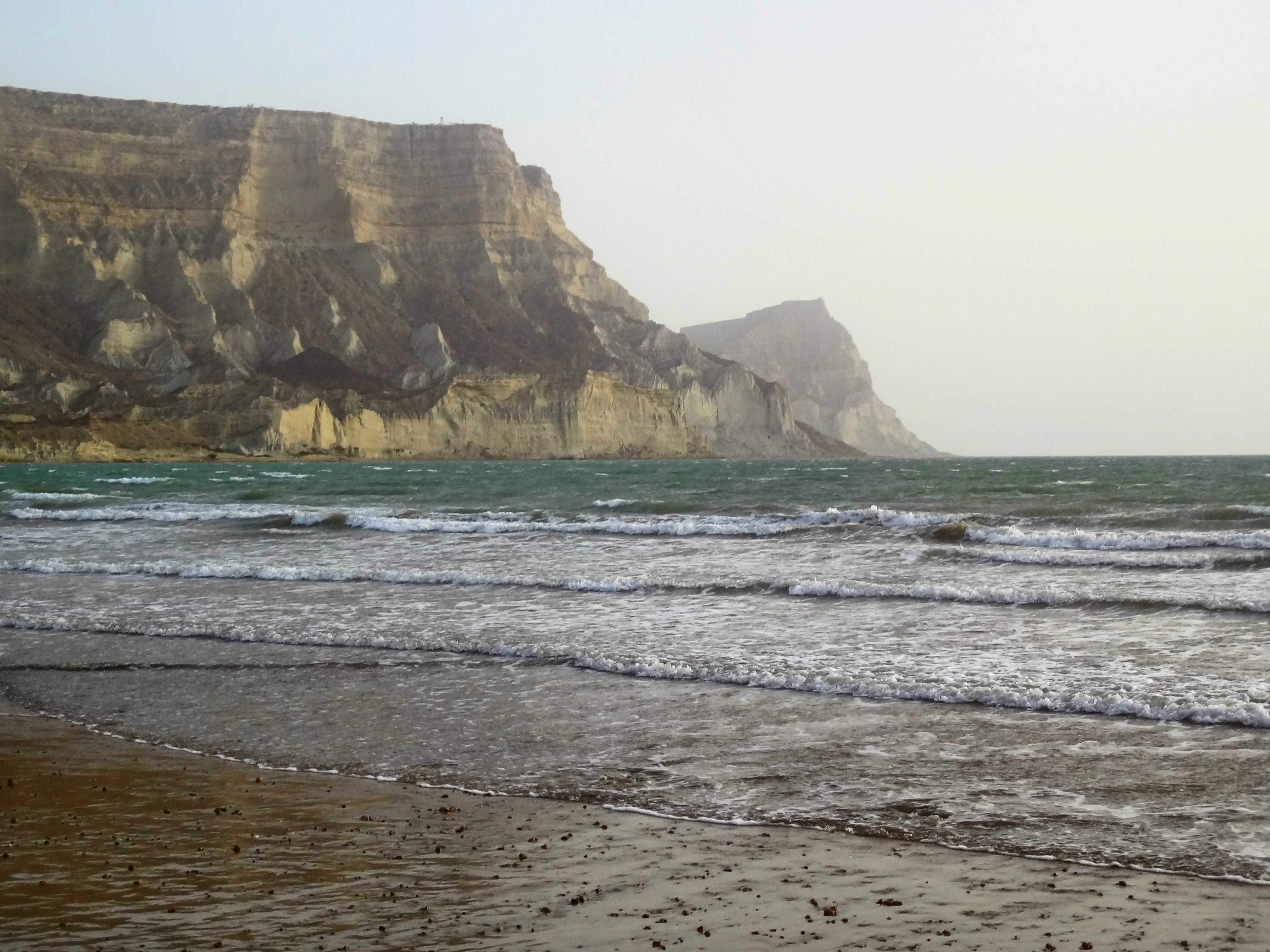
Nordküste bei Ormara in Pakistan

Das Arabische Meer (arabisch بحر العرب, DMG Baḥr al-ʿArab, persisch دریای عرب, DMG Daryā-ye ‘Arab, Urdu بحیرہ عرب, Hindi अरब सागर) ist ein Randmeer des Indischen Ozeans zwischen der Arabischen Halbinsel und Indien. Es hat eine Flächenausdehnung von 3,9 Millionen km². Seine größte Tiefe von 4481 Metern liegt im Süden.
Im Nordwesten grenzt es an den Golf von Oman, der wiederum mit dem Persischen Golf verbunden ist. Im Südwesten verbindet der Golf von Aden das Arabische Meer mit dem Roten Meer. Im Südosten grenzt das Arabische Meer an die Lakkadivensee. Die meisten Ozeanographen betrachten die Lakkadivensee als Teil des Arabischen Meeres. Weiter im Osten grenzt diese, bzw. das Arabische Meer im erweiterten Sinn, an den Golf von Bengalen.
Länder mit Küstenabschnitten am Arabischen Meer sind die Malediven, Indien, Pakistan, Oman, Jemen und Somalia.
Städte an der Küste sind unter anderem Mumbai (Bombay) und Karachi.
Der Indus ist der bedeutendste Strom zum Arabischen Meer. Weitere Flüsse sind Narmada und Tapti, die beide in den Golf von Khambhat münden.
Im Westen des Arabischen Meeres verläuft die Owen-Bruchzone.

## Grenzen

Arabisches Meer in den Grenzen der IHO.

Die Internationale Hydrografische Organisation (IHO) definiert die Grenzen des Arabischen Meeres wie folgt:
- Nach Westen zum Golf von Aden: Der Meridian des Kap Guardafui (Somalia), der Spitze des Horns von Afrika
- Nach Norden zum Golf von Oman: Eine Gerade von Ras al-Hadd (Oman) bis Ras Jiyuni bei Jiwani (Pakistan)
- Nach Osten zu Lakkadivensee: Eine Linie von Sadashivgad bei Karwar (Indien) entlang der Lakkadiven und Malediven bis zum südlichsten Punkt des Addu-Attols (Malediven)
- Nach Süden: Eine Gerade südlichsten Punkt des Addu-Attols (Malediven) bis zum Ras Hafun (Somalia)

## Inseln
Zu den Inseln im Arabischen Meer gehören Sokotra (Jemen), Masirah und die Churiya-Muriya-Inseln (Oman), Astola (Pakistan) sowie Salsette und Diu (Indien). Soweit die Lakkadivensee als Teil des Arabischen Meeres angesehen wird, gehören auch die Amindiven und Lakkadiven zu den Inseln im Arabischen Meer.

## Schlammvulkane – vergängliche Inseln
Die Bildung einer neuen Insel – 76 m × 30 m und 900 m² groß und 18 m hoch – in 6–7 m seichtem Meer vor der Hafenstadt Gwadar, Pakistan, 200 m vor der Küste konnte von Augenzeugen bei einem Erdbeben der Stärke 7,7 am 24. September 2013 beobachtet werden. Wissenschaftler halten das Gebilde für einen seltenen Schlammvulkan, der mit durch aufsteigendes Methan entsteht, das konkret Blasen wirft, die sich auch als entzündlich herausgestellt haben. Es ist zu erwarten, dass sich das weiche Gebilde im Wellengang wieder auflöst.
Zuletzt waren nach den Beben von 1999 und 2000 ähnliche Inseln im Meer entstanden – allerdings in einem anderen Küstenabschnitt beinahe 300 Kilometer östlich von Gwadar. Laut Behörden ist es auch vor rund 60 Jahren an derselben Stelle vor Gwadar schon einmal zum Auftauchen einer neuen Insel damals 600 m vor der Küste gekommen, diese ist jedoch wieder verschwunden.

## Namen
Weitere Bezeichnungen für das Arabische Meer waren „Grünes Meer“, „Meer von Oman“ oder „Persisches Meer“, sie sind heute nicht mehr gebräuchlich. Die Bezeichnung Grünes Meer ist dabei als Pendant zum Roten Meer an der westlichen Flanke der Arabischen Halbinsel zu verstehen.